# Dassault Falcon 20
El Dassault Falcon 20 es un reactor de negocios francés desarrollado y fabricado por Dassault Aviation. Primer reactor de negocios desarrollado por la firma, se convirtió en el primero de una familia de reactores de negocios producidos bajo el mismo nombre; de ellos, tanto el más pequeño Falcon 10 como el mayor trirreactor Falcon 50 fueron derivados directos del Falcon 20.
Conocido inicialmente como Dassault-Breguet Mystère 20, se decidió la aprobación de su desarrollo durante diciembre de 1961. Es un diseño de monoplano de ala baja, propulsado por un par de motores turbofán General Electric CF700 montados en la parte trasera. El 4 de mayo de 1963, el prototipo realizó su primer vuelo. El primer avión de producción fue presentado el 3 de junio de 1965. El 10 de junio, la aviadora francesa Jacqueline Auriol batió la plusmarca mundial de velocidad para mujeres usando el primer prototipo.
Como resultado de un anterior acuerdo de distribución con la aerolínea estadounidense Pan American (Pan Am), los aviones entregados en Estados Unidos fueron comercializados como Fan Jet Falcon; pronto se hicieron popularmente conocidos como Falcon 20. Las órdenes estadounidenses demostraron ser valiosas desde el principio; en 1968, la Pan Am Business Jets Division había emitido 160 órdenes para el Falcon 20. Se emitieron más órdenes para el modelo desde varios operadores, tanto civiles como militares; entre otros, se incluyeron la Marina Nacional francesa, la Guardia Costera de Estados Unidos y Federal Express.
Se desarrolló un modelo mejorado del avión, designado Falcon 200. Esta  variante, propulsada por un par de motores Garrett ATF3, presentaba varias mejoras importantes para aumentar su alcance, capacidad y comodidad. Adicionalmente, una serie de Falcon 20, que habían sido propulsados inicialmente con los motores CF700, fue más tarde remotorizada con turbofán Garrett TFE731. Estos aviones se hicieron tan populares, que la producción no terminó hasta 1988, cuando había sido reemplazado por desarrollos más avanzados de la familia Falcon. Debido a la implementación de las regulaciones de reducción de ruido, el Falcon 20 ha estado sujeto a restricciones en su uso en algunos países, o ha sido reequipado con motores que cumplían la reducción de ruido Etapa 3 o con equipos reductores de ruido en sus motores originales. El modelo también ha sido usado como bancada volante y laboratorio aéreo por una serie de operadores, incluyendo la NASA y Draken Europe. En noviembre de 2012, un Falcon 20 obtuvo la distinción en ser el primer reactor civil en volar con un 100% de biocombustible.

## Desarrollo

### Orígenes

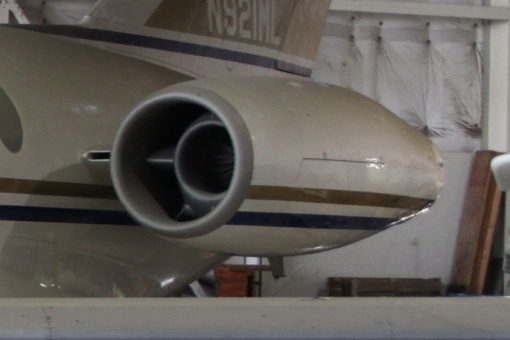
La góndola del General Electric CF700 con su ditintiva entrada de derivación.

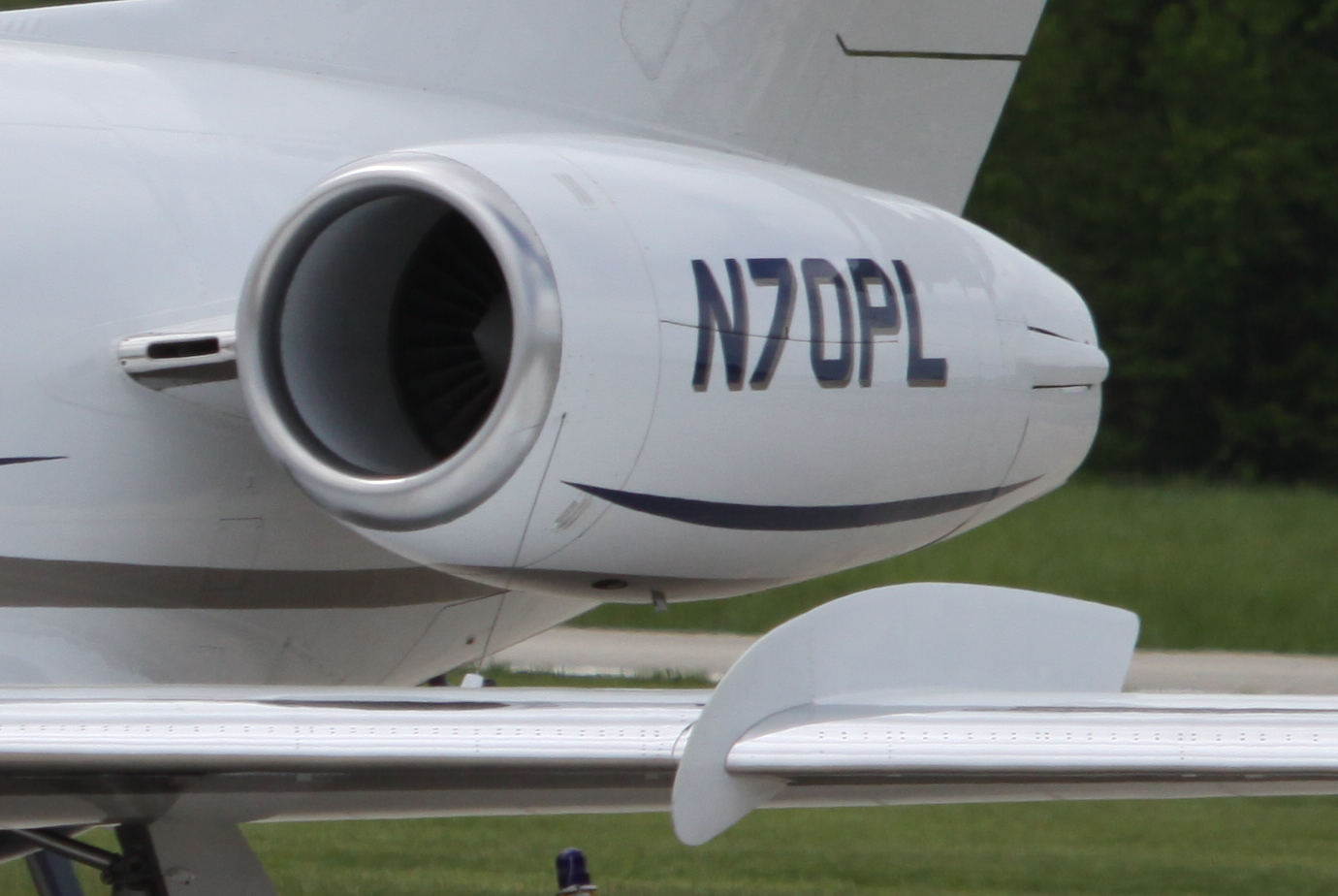
La posterior góndola del Garrett TFE731 con entrada convencional.

Durante los años 50 y 60, el Gobierno francés, que había adquirido un significativo interés en el restablecimiento y crecimiento de sus industrias de aviación nacionales después de la Segunda Guerra Mundial, desarrolló una detallada solicitud por un avión combinado de enlace/entrenamiento, que estuviera equipado con dos motores turbofán. Entre las compañías que mostraron interés por la solicitud gubernamental estaba el fabricante francés Dassault Aviation. En diciembre de 1961, el diseñador de aviones francés y líder de Dassault Aviation, Marcel Dassault, aprobó el inicio de los trabajos para la producción de un avión de 8 a 10 asientos de enlace militar/uso comercial ejecutivo, que fue llamado inicialmente Dassault-Breguet Mystère 20. El diseño emergente era de un monoplano de ala baja que se basaba en la aerodinámica del cazabombardero transónico Dassault Mystère IV, y estaba equipado con un par de motores turborreactores Pratt & Whitney JT12A-8 de 14,68 kN (3300 lbf) montados en la parte trasera.
El 4 de mayo de 1963, el prototipo del Mystère 20, matriculado F-WLKB, realizó su primer vuelo desde el Aeropuerto de Burdeos-Mérignac, Gironda, Francia. En esta etapa, la atención del programa estaba centrada alrededor de las oportunidades comerciales del modelo, particularmente en el gran mercado de Norteamérica. Según la publicación aeroespacial Flying, aunque Dassault había conseguido un satisfactorio progreso técnico en el Mystère 20, se reconocía, incluso por los dirigentes de la compañía, que la misma adolecía de la presencia de ventas y la experiencia para comercializar de forma efectiva el modelo en los países de habla inglesa. Por ello, se descartó la opción de vender directamente el modelo en favor de la búsqueda de un distribuidor en Estados Unidos ya consolidado. Casualmente, la dirección de Pan Am buscaba un avión adecuado para lanzar su planeada división de ventas de reactores corporativos, y tras revisar una serie de reactores de negocios disponibles de la época, mostró interés en el Mystère 20.
El progreso entre Dassault y Pan Am fue rápido, pasando de las evaluaciones de ingeniería del modelo a la formación de acuerdos generales entre las dos compañías. En respuesta a los comentarios recibidos de Pan American, el avión fue remotorizado con un par de General Electric CF700 y varias dimensiones fueron aumentadas. En consecuencia, Pan American estableció un acuerdo con Dassault para distribuir el Mystère 20 en el hemisferio occidental; la firma emitió una orden inicial de 40 aviones, junto con opciones por 120 más. El 10 de julio de 1964, el remotorizado avión realizó su primer vuelo. El 1 de enero de 1965, el primer avión de producción realizó su primer vuelo; en junio del mismo año se concedieron ambos certificados de tipo estadounidense y francés. El 10 de junio, la aviadora francesa Jacqueline Auriol estableció la plusmarca mundial de velocidad para mujeres, usando el primer prototipo del Mystère 20, volando a una velocidad media registrada de 859 km/h en una distancia de 1000 km.
Las entregas del modelo pronto comenzaron a las instalaciones de equipamiento de Pan American en el aeropuerto de Hollywood Burbank, California. Todos los aviones no estadounidenses fueron equipados antes de la entrega en Bordeaux-Merignac. Durante 1966, la compañía redesignó los aviones entregados en Estados Unidos como Fan Jet Falcon; esto fue más tarde acortado a Falcon 20. Durante 1967, Pan Am Business Jets Division decidió aumentar sus órdenes del modelo a 160 Falcon 20. Rápidamente se recibieron órdenes militares del modelo por parte de Australia, Estados Unidos y Canadá, además de las emitidas por Francia.

### Desarrollos posteriores

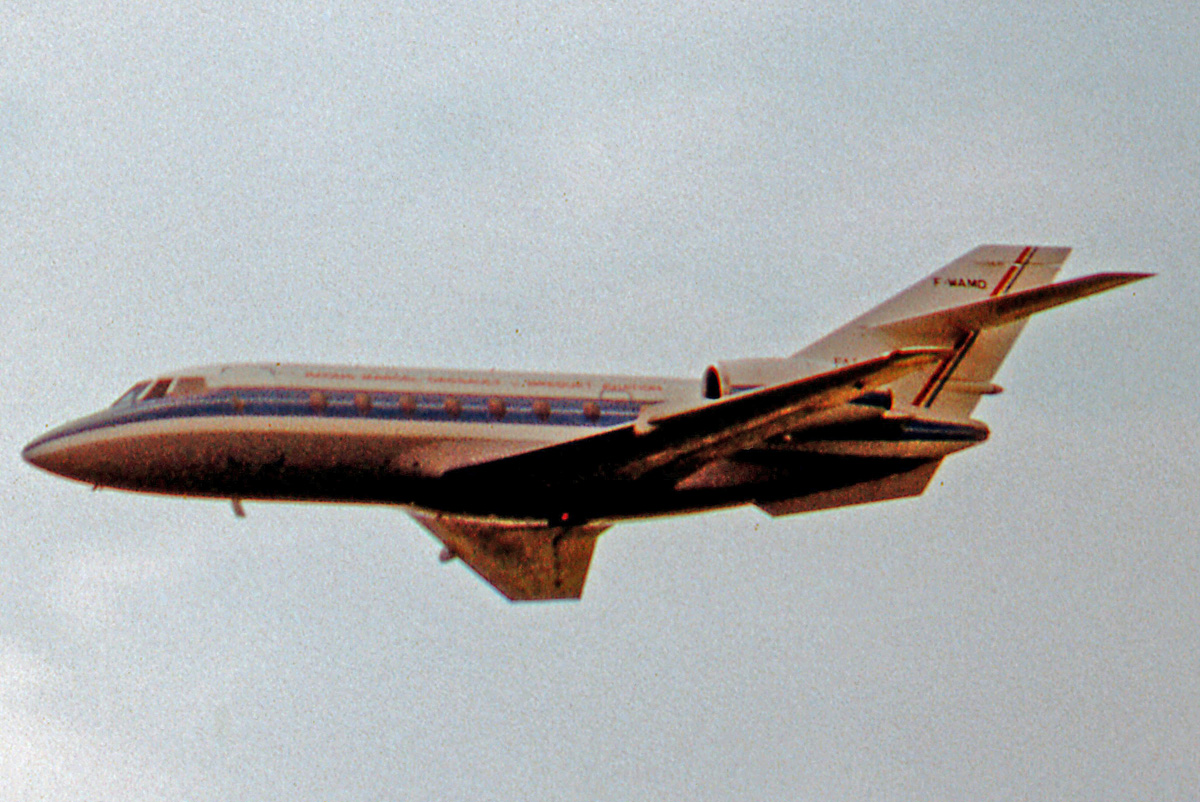
El único avión Falcon 30 de 30 asientos, destinado al uso comercial.

Una serie de Falcon 20 que habían estado propulsados originalmente por motores CF700 fueron más tarde remotorizados con Garrett TFE731, según el AMD-BA Service Bulletin No. 731. Para distinguir estos aviones remotorizados de los que seguían usando los motores originales, fuero designados con el sufijo "-5" insertado después del número de modelo. Volpar Inc. estuvo involucrado en el programa para remotorizar el Falcon 20 con Pratt & Whitney Canada PW305; sin embargo, los trabajos en el programa se abandonaron antes de que se concediese el certificado de tipo suplementario (STC) de la Administración Federal de Aviación (FAA).
Se desarrolló un modelo mejorado del avión, desginado Falcon 200, que presentaba reactores más avanzados y otras mejoras importantes para aumentar alcance, capacidad y comodidad. El Falcon 200, junto con los modelos Falcon 20G y HU-25, estaba propulsado por un par de motores Garrett ATF3. Según la revista Flying, la variante Falcon 200 era más comparable al más moderno trirreactor Falcon 50 que al modelo Falcon 20 original.
Debido a su popularidad, Dassault estudió y trabajó en varias variantes y extensos derivados del Falcon 20. Los desarrollos construidos más tarde incluyen el más pequeño Falcon 10; el más grande Falcon 30 de 30 asientos, con una mayor sección transversal del fuselaje, que fue construido y probado en vuelo, pero que no entró en producción; y el Falcon 50, un desarrollo trimotor mejorado. El Falcon 20 demostró ser tan popular que la producción no finalizó hasta 1988, cuando había sido reemplazado por desarrollos más avanzados de la familia Falcon. Habían sido construidos un total de 473 Falcon 20 y 35 Falcon 200 cuando finalizó la producción.
Durante 2013, la FAA modificó la norma 14 CFR part 91 para prohibir la operación de reactores de 75 000 lbs o menos que no cumplieran la Etapa 3 de reducción de ruido, después del 31 de diciembre de 2015. El Falcon 20 entró en las listas explícitamente en el Registro Federal 78 FR 39576. Ningún ejemplar del modelo que no haya sido modificado, ya sea por la instalación de motores que cumplan con la Etapa 3 de reducción de ruido o de los equipos de reducción de ruido en los motores que no la cumplen, tiene permiso para volar en ninguno de los 48 estados colindantes después de ese 31 de diciembre.

## Diseño

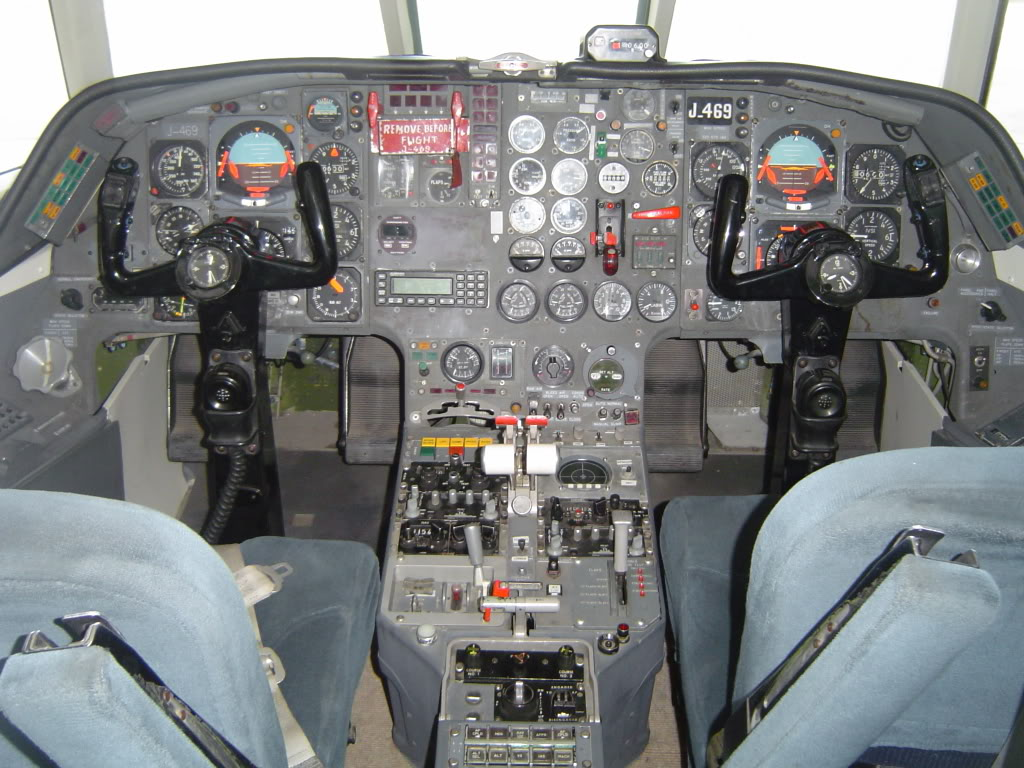
Cabina de un Falcon 20 de la Fuerza Aérea de Pakistán.

El Dassault Falcon 20 es un reactor de negocios francés, a menudo considerado un avión fácil de volar y de relativo atractivo visual. Las favorables cualidades de vuelo del avión hacen que no sea necesario incorporar un "empujador de palanca" (stick pusher) o sistemas anti pérdida para alcanzar su comportamiento predecible en pérdida. Los controles de vuelo del Falcon 20 son hidráulicos, asistiendo a las varillas mecánicas entre los controles de la cabina y las superficies de control de vuelo. En caso de fallo hidráulico total, el avión puede prácticamente ser volado sin ninguna ayuda. Los controles incorporan un sistema de sensación artificial, optimizando las sensaciones perceptibles por el piloto para que sean suaves, predecibles y precisas. En el Falcon 200 la cabina fue muy modernizada, siendo más comparable con el más moderno Falcon 50 que con el Falcon 20 original.
El Falcon 20 está propulsado por un par de motores turbofán montados en la parte trasera; en su mayor parte propulsado por un par de motores General Electric CF700, el modelo también ha estado propulsado por plantas motoras alternativas, que incluyen los motores Garrett TFE731 y ATF3. La adopción de nuevos motores tuvo a menudo el beneficio de aumentar el alcance del Falcon 20, además de aumentar la velocidad y el régimen de ascenso; esto, en combinación con su fuselaje de baja resistencia, necesitaron un plan de velocidades más cuidadoso que la mayoría de los reactores de negocios. En algunos modelos, la protección contra las condiciones motoras como solicitudes de excesiva velocidad y sobrecalentamiento está proporcionada por ordenadores de vuelo electrónicos, como el sistema de gestión de potencia de "bloqueo de palanca de gases" del avión, que mantiene niveles seguros de potencia motor en los ascensos, sin ninguna acción de la tripulación. Como los reversores de empuje convencionales no son compatibles con la posición de los motores, existe una configuración alternativa en forma de portillas giratorias fijadas a la capota exterior del motor que cubren parcialmente el compresor y el núcleo de escape del motor, desviando el empuje hacia arriba y hacia delante.
El Falcon 20 dispone de un ala muy aflechada; está equipada con slats de borde de ataque para mejorar sus prestaciones a baja velocidad y reducir la velocidad de entrada en pérdida. Cuando se está en aproximación a alto ángulo de ataque, los slats se despliegan automáticamente; cuando se acerca a una entrada en pérdida potencial, la sección interna de los slats se retrae para proporcionar una entrada en pérdida estable y predecible con un control de alerones efectivo y total. En el modelo Falcon 200, el ala fue reperfilada para mejorar las prestaciones a baja velocidad y los requerimientos de pistas cortas, además de añadirle un inusual relleno de la raíz del ala y un recortado encauzador alar; el desarrollo de un ala enteramente nueva se consideró en un momento dado, pero las mejores prestaciones no se vieron suficientes como para justificar el gasto. Aunque existen frenos aéreos sobre el ala, son menos suaves y más ruidosos que el uso del sistema de doble freno sobre el tren de aterrizaje. Para facilitar el movimiento en tierra, se incorporó una rueda de morro totalmente orientable que se controla desde el puesto del capitán en la cabina.
El Certificado de Tipo Suplementario SA5858SW, emitido por la Administración Federal de Aviación (FAA) y en posesión de Falcon Jet Corporation, permite la instalación de soportes subalares en los Fan Jet Falcon, Fan Jet Falcon Series D y Fan Jet Falcon Series E. Esta modificación ha sido utilizada comúnmente por aquellos Falcon 20 que han sido operados como aviones de misiones especiales, que a menudo harían uso de cargas subalares. Cantidades sustanciales de Falcon 20 fueron convertidas en cargueros; una puerta de carga de accionamiento hidráulico servía para simplificar las operaciones de carga y descarga. Según la revista Flying, desde su lanzamiento, el modelo Falcon 200 posee la mayor cabina de los reactores de negocios de tamaño medio. Adicionalmente, el fuselaje trasero del Falcon 200 fue rediseñado para acomodar un compartimento de equipaje de 28 pies cúbicos dentro del cono de cola, que complementa al compartimento estándar de equipaje de la parte trasera de la cabina.

## Historia operacional

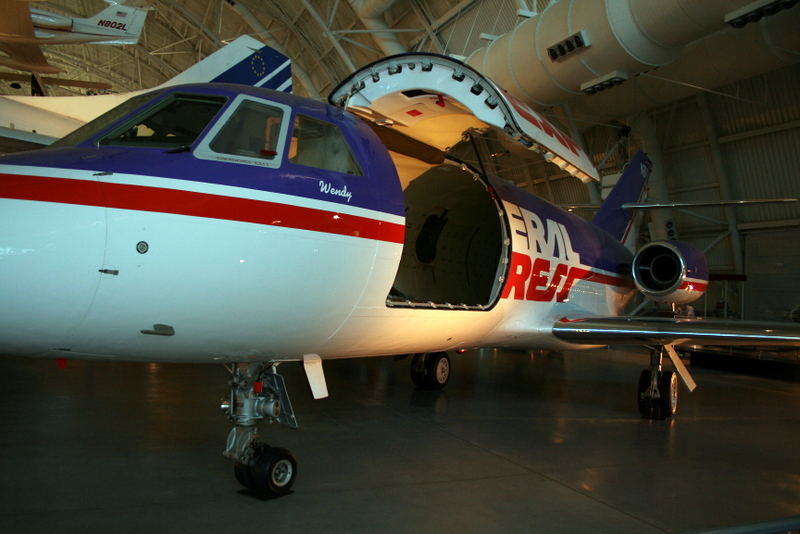
Falcon 20 N8FE (cn199) de Federal Express con puerta de carga personalizada de 6 pies de ancho, en exhibición en el Smithsonian.

### Uso comercial, corporativo y privado
Aunque las ventas en el mercado norteamericano fueron inicialmente fuertes, las mismas se vieron afectadas negativamente por la recesión de 1969-70, que provocó un exceso de aviones Falcon 20 sin vender ya construidos, mientras la Pan American Business Jets Division conseguía más clientes del modelo. A finales de 1973, las ventas estadounidenses se habían recuperado, mientras que la responsabilidad de ventas había sido transferida a la Falcon Jet Corporation, una organización compuesta conjuntamente por personal de Pan American y Dassault, en la que Dassault se convirtió en el principal socio del negocio. Adicionalmente, en este punto, Dassault ya estaba preparando el lanzamiento de un derivado más pequeño y mejorado al mercado, que fue comercializado como Dassault Falcon 10.
Desde finales de los años 50 y hasta principios de los 70, el empresario aeronáutico Frederick W. Smith estuvo buscando un avión ideal con el que lanzar su nuevo negocio, Federal Express; Smith identificó pronto al Falcon 20 como prometedor para sus propósitos, denotando la disponibilidad de aviones no vendidos debido a una recesión económica y su atípicamente fuerte fuselaje, prestándose bien este último factor para realizar operaciones de carga. A pesar de las dificultades que aseguraban las finanzas necesarias, la empresa novel fue capaz de adquirir varios Falcon 20 y convertirlos para realizar operaciones de carga. Originalmente, Federal Express tenía la intención para sus Falcon 20 de que fueran entregados después de la conversión, pero como consecuencia de sus problemas presupuestarios, los aviones fueron adquiridos en bloque y convertidos independientemente desde su configuración inicial de transporte de pasajeros, para que apoyaran con su uso en las operaciones de carga. En septiembre de 1972, Federal Express fundó una escuela de entrenamiento interna, centrada en la preparación de pilotos exmilitares para que realizaran operaciones comerciales usando el Falcon.
En abril de 1973, Federal Express comenzó su servicio de entrega exprés de paquetes por vía aérea usando Falcon 20, desde su centro de distribución en Memphis, Tennessee. En su tercer año de operaciones, la aerolínea había establecido una red nacional usando el Falcon 20 como su avión principal y alcanzó la rentabilidad; como consecuencia de sus rápidamente crecientes demandas, se vio en ese momento que la introducción de un avión de carga más grande que complementara al modelo sería pronto necesaria para poder expandirse. En los puntos álgidos de uso del modelo, Federal Express operaba una flota de 33 Falcon 20; el modelo fue finalmente retirado tras un reemplazo gradual por aviones sustancialmente mayores, siendo el primero de estos en adquirirse el Boeing B-727-100. Desde entonces, el Falcon 20 que había transportado el primer paquete aéreo de Federal Express fue puesto en exhibición estática en el Centro Steven F. Udvar-Hazy del Instituto Smithsoniano en el Aeropuerto Internacional de Washington-Dulles.

### Guardia Costera de Estados Unidos

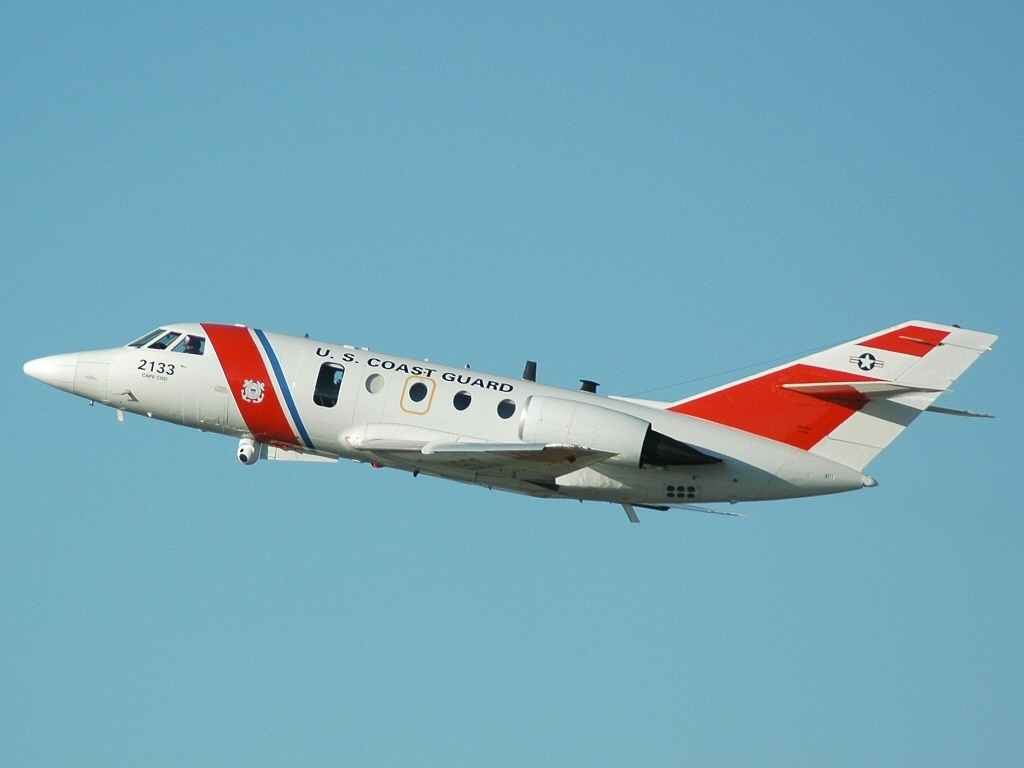
Un HU-25C Guardian del USCG, 2004.

La Guardia Costera de Estados Unidos (USCG) operó un modelo del Falcon 20, designado HU-25 Guardian. El Guardian era operado como avión observador de alta velocidad, utilizado para localizar supervivientes de naufragios y dirigir a aviones más lentos y barcos de rescate, y para impedir el narcotráfico aéreo y embarcado. En 1982 se entregó el primer HU-25 a la USCG; en diciembre de 1983 se había adquirido un total de 41 aviones. En servicio con la USCG, el HU-25 fue finalmente reemplazado de sus tareas por el EADS HC-144 Ocean Sentry, un avión turbohélice más moderno.
Operacionalmente, el HU-25 jugó un papel clave en las actividades del servicio en las misiones de búsqueda y rescate, y antidroga; también fue un activo crítico desplegado durante la Guerra del Golfo de 1991. Los modelos iniciales del HU-25 fueron entregados en el estándar HU-25A; cierta cantidad fue más tarde modificada para convertirse en el HU-25B, que estaba equipada con sensores capaces de detectar vertidos de combustible y otros contaminantes medioambientales. Otras cantidades fueron configuradas al estándar HU-25C, con prestaciones mejoradas para las misiones de interdicción de drogas; cuando fueron equipados con los más modernos sistemas de radar AN/APG-66(V)2 y AN/APS-143B(V)3, se convirtieron en los HU-25C+ y HU-25D, respectivamente. El 26 de septiembre de 2014, después de 32 años de servicio, fue retirado el último HU-25 operativo, el único reactor que formara parte de la flota de la Guardia Costera. La capacidad de alta velocidad que proporcionaba se perdió con la retirada del modelo, ya que su reemplazo es considerablemente más lento.

### Bancadas aéreas
En 1988, la Guardia Costera de Estados Unidos probó un Falcon 20C (N200GT) que usaba posquemadores Garrett TFE1042. Esto requirió la adición de un escudo de titanio en la cola debido a la posición de montaje de los motores.
En 1990, la Fuerza Aérea de los Estados Unidos adquirió el N20NY (cn 61), un Falcon 20C, para usarlo como bancada en el MIT Lincoln Laboratory. En 2006, la USAF también adquirió el HU-25A 2125 de la Guardia Costera, matriculado N448TB (cn 439), para usarlo en el mismo laboratorio. En algún momento entre mitad y finales de la década del 2000, el N20NY fue retirado y donado a un colegio local, siendo el N448TB también retirado y donado al mismo colegio en junio de 2022.
En 2011, la NASA adquirió un HU-25C ex Guardia Costera para usarlo en la Operation IceBridge. El avión, basado en el Centro de investigación de Langley de la NASA en Hampton (Virginia), está equipado con un altímetro láser de exploración, usado para recoger datos de la topografía superficial del Ártico.
En noviembre de 2012, un Falcon 20 se convirtió en el primer reactor civil del mundo en volar un 100% con biocombustible, cuando realizó un vuelo de pruebas para el Consejo Nacional de Investigación de Canadá.

## Variantes

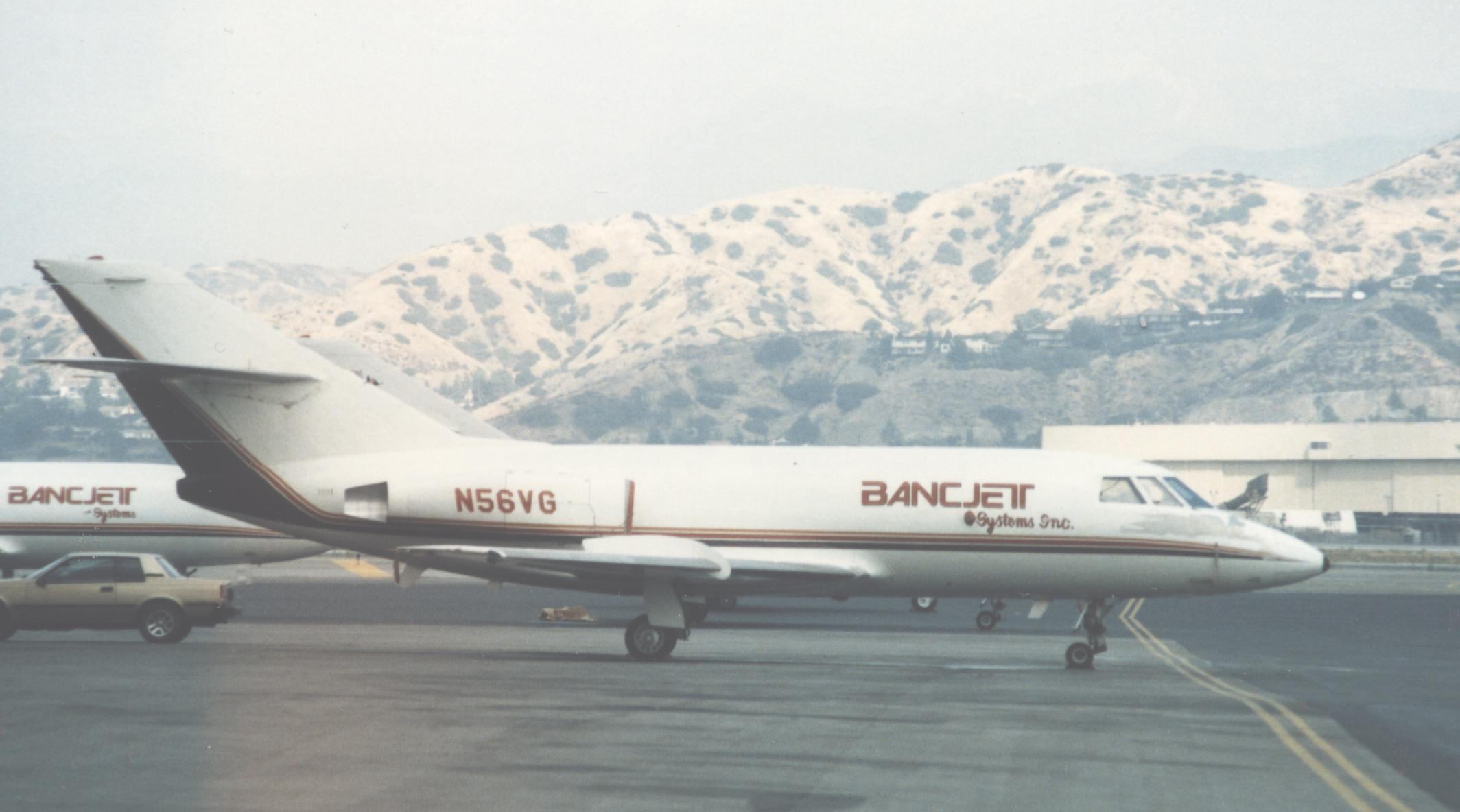
Carguero Falcon 20DC de Bancjet Systems en el aeropuerto de Hollywood Burbank cerca de Los Ángeles, en septiembre de 1986. Nótense las ventanas de cabina eliminadas.

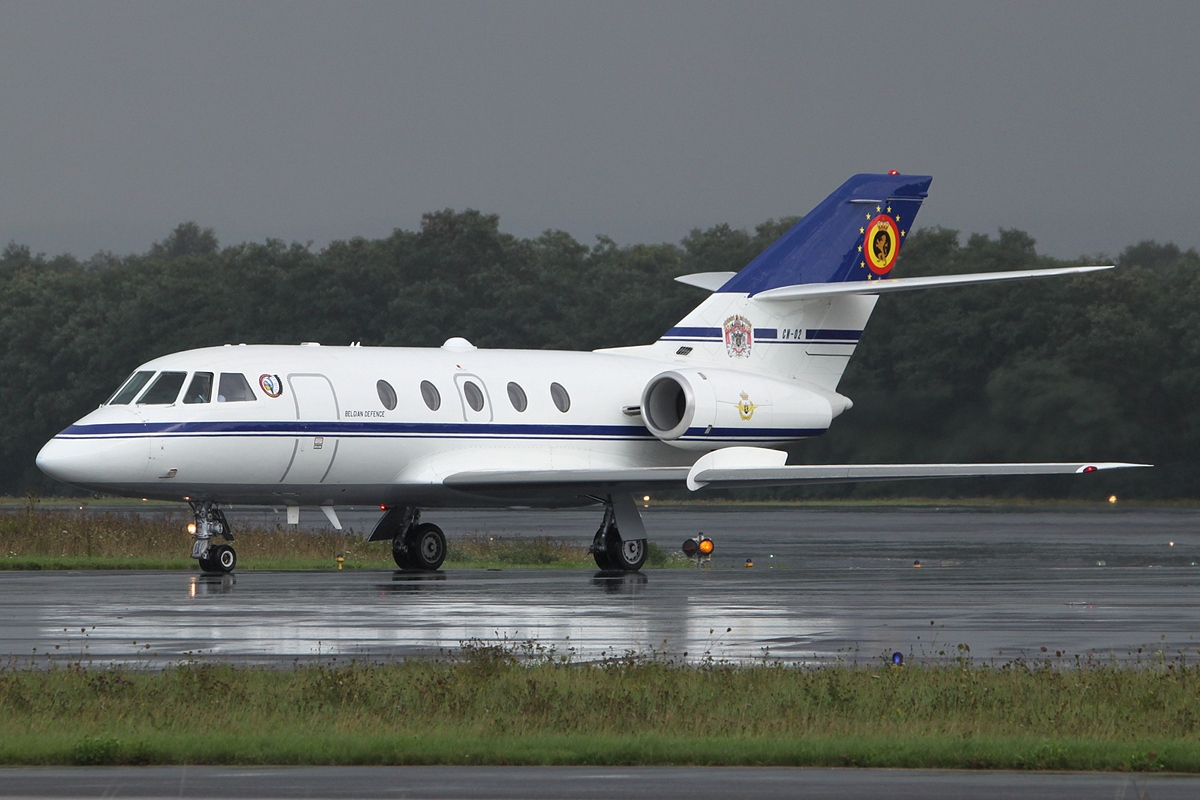
Un Falcon 20E del Componente Aéreo del Ejército Belga, agosto de 2010.

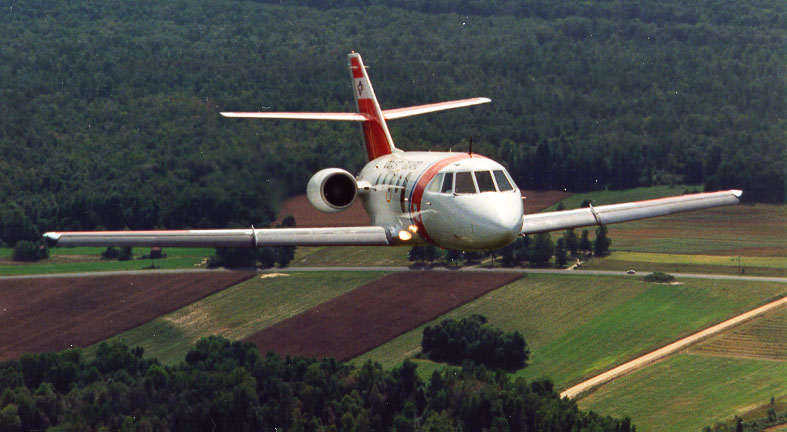
Un HU-25 Guardian de la USCG.

Mystère/Falcon 20
Prototipo, uno construido. F-WLKB, inicialmente propulsado por dos motores Pratt & Whitney JT12A-8 de 14,68 kN (3300 lbf). Almacenado en el Musée Air et Espace Aéroport Paris-Le Bourget.
Mystère/Falcon 20C
Versión inicial de producción. Conocido en Estados Unidos como Falcon 20 Basic. Propulsado por motores CF700-2C.
Falcon 20CC (s/n 073)
Un avión similar al Falcon 20C, equipado con neumáticos de baja presión (modificación para pistas de grava, con vientre reforzado, ruedas mayores y sin puertas del tren principal).
Mystère/Falcon 20D
Motores de mayor empuje (General Electric CF700-2D) y menor consumo, y mayor capacidad de combustible.
Mystère/Falcon 20E
Motores de mayor empuje (General Electric CF700-2D-2), mayor peso sin combustible.
Mystère/Falcon 20F
Flaps de borde de ataque completos y más capacidad de combustible.
Falcon 20FH
Designación original del prototipo Falcon 20.
Falcon 20G
Versión de patrulla y vigilancia marítima, equipada con dos motores turbofán Garrett AiResearch ATF3-6-2C.
Falcon 20H
Designación original del Falcon 200.
Falcon 200
Variante mejorada, propulsada por dos motores turbofán Garrett ATF3-6A-4C de 2360 kg (5200 lb) y con más combustible. Primer vuelo el 30 de abril de 1980.
Falcon ST
Esta designación fue dada a dos Falcon 20 usados por la Fuerza Aérea francesa como aviones de entrenamiento de sistemas. Los aviones estaban equipados con los sistemas de radar y navegación de combate del Dassault Mirage IIIE.
HU-25A Guardian
Versión de la Guardia Costera de Estados Unidos del Falcon 20G. 41 construidos, equipados con dos motores turbofán Garrett ATF3-6-2C.
HU-25B Guardian
Versión de control de la contaminación para la Guardia Costera de Estados Unidos con radar de apertura lateral (SLAR) bajo el fuselaje. Siete construidos desde HU-25A.
HU-25C Guardian
Versión de interdicción de drogas para la Guardia Costera de Estados Unidos, equipada con un radar de búsqueda Westinghouse APG-66 y torreta de infrarrojo de barrido frontal (FLIR) WF-360. Nueve HU-25A convertidos.
HU-25C+ Guardian
Mejora del HU-25C, con radar mejorado AN/APG-66(V)2 y nueva torreta FLIR. Los nueve HU-25C convertidos.
HU-25D Guardian
HU-25A mejorado, con radar de apertura sintética inversa (ISAR) AN/APS-143B(V)3 y mismo FLIR que el HU-25C+. 15 mejorados.
Guardian 2
Versión de patrulla y vigilancia marítima del Falcon 200. Nunca puesta en producción.
CC-117
Designación militar canadiense del Falcon 20C desde 1970.
Fan Jet Falcon
El Falcon 20 fue comercializado en Norteamérica bajo este nombre.
Falcon Cargo Jet (Falcon 20DC)
Conversión de Falcon 20 en avión ligero de carga. Grandes cantidades compradas/convertidas por Federal Express para realizar servicios de transporte nocturno.
Falcon 20C-5, 20D-5, 20E-5, 20F-5
Aviones Falcon 20 equipados con motores Garrett TFE731-5AR-2C o TFE731-5BR-2C. También incluyen adaptaciones de los sistemas de aire sangrado, antihielo, hidráulica, combustible, eléctrico y de control motor, e instalación de ATTCS (sistema automático de control de empuje al despegue).

## Operadores

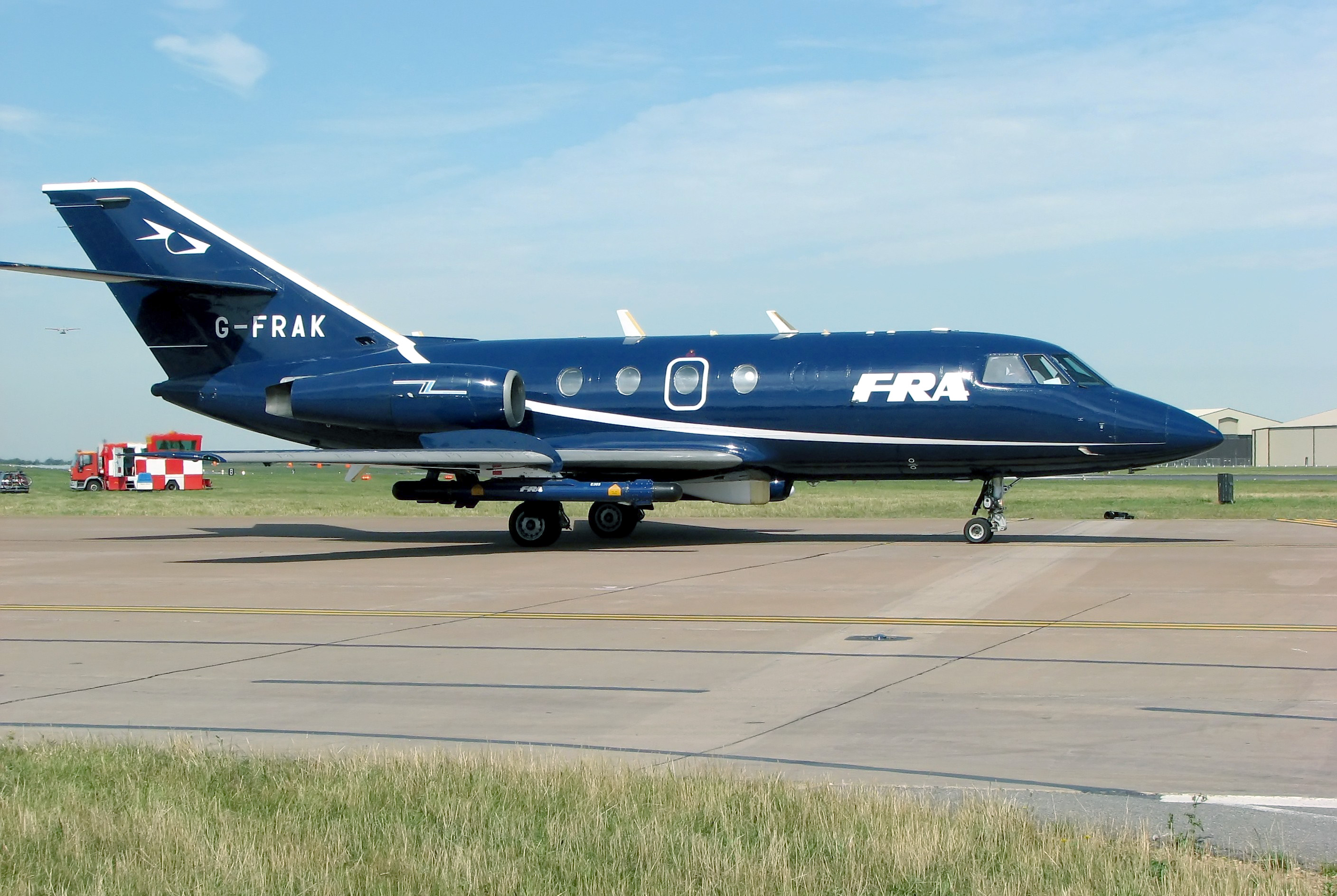
Dassault Falcon 20.

### Militares
Argelia
 Australia
- Real Fuerza Aérea Australiana

 Bélgica
- Componente Aéreo Belga

 Canadá
- Fuerzas Canadienses

 República Centroafricana
 Chile
 Yibuti
 Egipto
 Francia
- Fuerza Aérea Francesa

 Guinea-Bisáu
 Irán
- Fuerza Aérea Imperial Iraní
- Marina Imperial Iraní

 Costa de Marfil
 Jordania
- Real Fuerza Aérea de Jordania

 Líbano
 Libia
- Fuerza Aérea Libia: utilizados como entrenadores de armas de los aviones Mirage.

 Marruecos
 México
- Guardia Nacional: un Dassault Falcon 20E matriculado GN-803.
- Gobierno del Estado de Sinaloa

 Noruega
- Real Fuerza Aérea Noruega

 Omán
 Pakistán
- Fuerza Aérea de Pakistán

 Perú
 Portugal
 España
- Ejército del Aire de España

 Sudán
- Fuerza Aérea de Sudán

 Siria
- Fuerza Aérea Siria

 Túnez
 Estados Unidos
- Guardacostas de Estados Unidos: designados HU-25 Guardian.

 Venezuela
- Aviación Nacional de Venezuela: operó varios aparatos en 2 versiones: Falcon 20C Prometeo (aviones usados en labores de inteligencia y reconocimiento electrónico) y Falcon 20F (aviones utilizados como transporte vip).

## Especificaciones (Falcon 20F)
Referencia datos: Janes's All The World's Aircraft 1980–81

### Características generales
- Tripulación: Dos (pilotos)
- Capacidad: 8-14 pasajeros
- Longitud: 17,2 m (56,3 ft)
- Envergadura: 16,3 m (53,5 ft)
- Altura: 5,3 m (17,5 ft)
- Superficie alar: 41 m² (441,3 ft²)
- Peso vacío: 7530 kg (16 596,1 lb)
- Peso máximo al despegue: 13 000 kg (28 652 lb)
- Planta motriz: 2× turbofán General Electric CF700-2D-2.
  - Empuje normal: 20 kN (2039 kgf; 4496 lbf) de empuje cada uno.
- Alargamiento: 6,4:1
- Capacidad de combustible: 5200 l

### Rendimiento
- Velocidad máxima operativa (Vno): 862 km/h (536 MPH; 465 kt) a 7620 m (25 000 pies) (crucero máx.)
- Velocidad crucero (Vc): 750 km/h (466 MPH; 405 kt) a 12 200 m (40 000 pies) (crucero económico)
- Velocidad de entrada en pérdida (Vs): 152 km/h (94 MPH; 82 kt)
- Alcance: 3350 km (1809 nmi; 2082 mi)
- Techo de vuelo: 12 800 m (41 995 ft)

## Aeronaves relacionadas

### Desarrollos relacionados
- Dassault Falcon 10
- Dassault Falcon 50

### Aeronaves similares
- Hawker 800

### Secuencias de designación
- Aviones civiles de Dassault Aviation: Falcon 7X - Falcon 10 - Falcon 20 - Falcon 30 - Falcon 50 - Falcon 100 - Falcon 200 - Falcon 900 - Falcon 2000 - Mercure - Mystere 10 - Mystere 20
- Secuencia C_-_ (Aeronaves de las Fuerzas Canadienses, 1968-presente): ← CT-114 - CC-115 - CF-116 - CC-117 - CH-118 - CO-119 - CO-119(2) →
- Secuencia U-_ (Aviones Utilitarios estadounidenses, 1962-presente): ← U-22 - U-23 - U-24 - U-25 - U-26 - U-27 - U-28 →
- Secuencia T._ (Aeronaves de Transporte del Ejército del Aire español, 1954-1978): ← T.9 (I) - T.9 (II) - T.10 - T.11 - T.12 - T.14
- Secuencia T._ (Aeronaves de Transporte del Ejército del Aire español, 1978-presente): T.9 - T/TK.10 - TM.11 - TR/T/TE/TM.12 - T.15 - T.16 →